# Beiru/Tancredo Neves
Beiru/Tancredo Neves (ou simplesmente Beiru, ou Tancredo Neves) é um bairro de Salvador, município capital do estado da Bahia, no Brasil. Localiza-se no miolo central da cidade e pertence à Prefeitura-Bairro VIII, Cabula/Tancredo Neves. Está na área que anteriormente pertencia ao antigo Quilombo do Cabula e é um dos maiores da região do miolo central da cidade de Salvador e também um dos mais populosos da cidade.

## História
O bairro, antigamente chamado de "Beiru", é uma área histórica da resistência negra. O bairro tem início na extensão da Estrada das Barreiras, onde atualmente se encontra o local chamado "Curva da Morte", seguindo até os limites com o bairro do Arenoso. Suas origens remontam ao antigo Quilombo do Cabula, território de resistência da população de origem africana escravizada no Brasil Colônia que sofreu um processo de repressão violento no início do século XIX pelo 6.º Conde da Ponte, administrador colonial da Capitania da Baía e herdeiro do morgadio da Casa da Ponte.
O antigo nome da localidade refere-se ao escravo africano Gbeiru ou "Preto Beiru", que teria habitado a localidade no século XIX. Gbeiru era de etnia iorubá e oriundo da cidade de Oió, na atual Nigéria, onde foi sequestrado e escravizado sendo enviado para o Império do Brasil. No Brasil, depois de ser comprado pela família Silva Garcia e trazido para a fazenda Campo Seco, ele utilizou estratégias de sobrevivência e habilidade na relação com o senhorio, que lhe permitiram obter a posse de parte da fazenda Campo Seco em 1845, onde ele pôde formar um quilombo e tornar-se uma liderança negra para os escravos da fazenda.
Outra versão da história do bairro vem de documentos oficiais encontrados no Arquivo Público do Estado da Bahia (APEB) que diz que a área que hoje pertence ao bairro do Beiru/Tancredo Neves pertencia ao Senhor Tomás da Silva Paranhos, que provavelmente comprou as terras das mãos da Marquesa de Niza. Posteriormente, o mesmo Tomás Paranhos irá revender essas terras a Domingos José da Silva, que também repassa as mesmas terras ao Dr. Garcia Brandão.
Num plebiscito feito em 1985, o seu nome mudou para homenagear o ex-presidente falecido Tancredo de Almeida Neves. A mudança gerou uma controvérsia entre os moradores que preferiam o topônimo anterior para o bairro. Conforme Dionísio Juvenal, presidente do Conselho de Moradores do Beiru da época, entre os motivos que levaram a população local a rebatizar o bairro, a analogia feita entre o nome Beiru, a violência local e as possibilidades de rimas imorais que a terminação da palavra sugeria.
Em 2005, o fórum Comunitário em Defesa do Beiru lançou uma campanha reivindicando a mudança do nome do bairro para o que outrora foi Beiru.

## Geografia
O bairro passou diversas e rápidas transformações nos últimos desde 1970, desta forma, ainda pode-se dialogar com os moradores mais antigos do bairro, a ialorixá do terreiro Olufanjá, que chegou na localidade no dia 1 de junho de 1970, caracterizava o Beiru-Tancredo neves como uma área arborizada, com diversos recursos naturais e de difícil acesso.

"Isso aqui era tudo mato, só marcado com piquetes nos locais em que eles estavam abrindo. O trator tinha passado há algum tempo, para abrir o lote [...]. No local, não havia, água, luz, nada. Lavava-se as roupas em um riacho na qual existia a fonte da vovó, que o povo dizia que era encantada, porque tinha uma Gia que vinha, e por causa dela é que tinha a água, e não podia matar. Tinha um candomblé lá em baixo [...]. Esse riacho tinha uma pedra enorme, tinha uma pedra de fogo imensa. Tinha um pé de Ingá, e agente lavava ali, naquele lugar, um riacho limpo, só você vendo que maravilha, a gente não sabia de onde vinha a água, uma coisa linda, muito mato. Sabia que era a fonte da vovó, a fonte encantada [...]. Não era um riacho para pesca, havia muita gente lavando roupas. Todo mundo dessa redondeza lavava roupa ali. Quem morava por aqui, mesmo os gatos pingados, que eram as pessoas mais antigas, lavavam roupas ali em baixo. Aparecia o povo só descendo pelos caminhozinhos de matos e só via parecer, daqui a pouco estava cheio de gente, de mulheres lavando, eu pegava meus meninos e levava para fonte e lavava lá em baixo".— Conceição
Sr. Hélio Oliveira, também morador do local, passas as mesmas características geográficas da localidade. Ele a descreve como um local de hábitos simples e com bastante contato dos moradores com a natureza (o que contrasta com os dias atuais). As habitações eram simples, e em sua grande maioria sem energia elétrica, transportes e água encanada, a qual os moradores conseguiam por meio dos riachos e fontes encontradas no bairro. O mesmo diz que também existiam na região um grande número de roças e riachos e fontes das pedreiras. Esses riachos foram de grande importância para o culto das religiões de matriz africana, já que a localidade do Beiru foi marcada pelo grande número de terreiros de candomblé como o Tumbeci. Esses terreiros foram de suma importância nos períodos iniciais de loteamento da área do antigo Quilombo do Cabula, uma vez que eram utilizados como ponto de orientação e a maioria dos moradores mais antigos da região vem de famílias que participavam das celebrações.[carece de fontes?]
Um dos candomblés mais antigos da região herdeiro dos batuques e rituais quilombolas é o do Sr. Miguel Arcanjo de Souza, de tradição amburaxó, cuja nação é congo-angola. Outro espaço de culto de matriz africana, composto por nativos, foi o terreiro de D. Maria Genoveva do Bonfim, importante matriarca da tradição banto, conhecida como Maria Neném. Ao morrer, o Sr. Miguel Arcanjo deixa herdeiros biológicos como Caetana Angélica de Souza e Guilhermina Angélica de Souza, e também herdeiro de axé, seu sucessor Sr. Manuel Jacinto.[carece de fontes?]
A partir dos anos 70 começa o processo de ocupação local, que foi lento e em uma comunidade que ainda era pequena e em sua grande maioria de pessoas que vieram de outras regiões. Na época, os caminhos eram trilhas, em meio da mata fechada. As casas nesse período ainda continuavam simples e feitas em grande parte por Taipa - que eram retiradas da matas locais - e o barro vermelho e grudento. Era usado para cobrir a estrutura das casas, que eram baixas e cobertas com palha de bananeira, coqueiro ou licurizeiro. Segundo moradores, "o chão era batido com a folha de bananeira, e vinha com uma tabuinha para bater, para pilar o chão. Depois, andar daqui para Boca do Rio para pegar e jogar areia branca, para endurecer."[carece de fontes?]
Com o passar dos anos e o crescimento populacional da cidade de Salvador, o Beiru perdeu as suas características iniciais, de uma área arborizada, com matas e riachos e passa a ser ocupada por invasões e loteamentos, mas sem obedecer a nenhuma regra de organização habitacional, o que posteriormente gerou problemas graves de saneamento e favelização. As mudanças no Beiru ocorrem paulatinamente, e se intensificaram no momento em que acelerou o processo de urbanização. Foi nos governos de Antônio Carlos Magalhães e Roberto Santos, isto é, a partir da década de 1970, que a localidade iniciou desenvolvimento. Para Sr. Hélio, a construção do Hospital Roberto Santos (1978), foi um fator decisivo para atrair a construção de novos conjuntos habitacionais, mas principalmente de moradias irregulares. O resultado desse processo de urbanização foi o desmatamento do local.

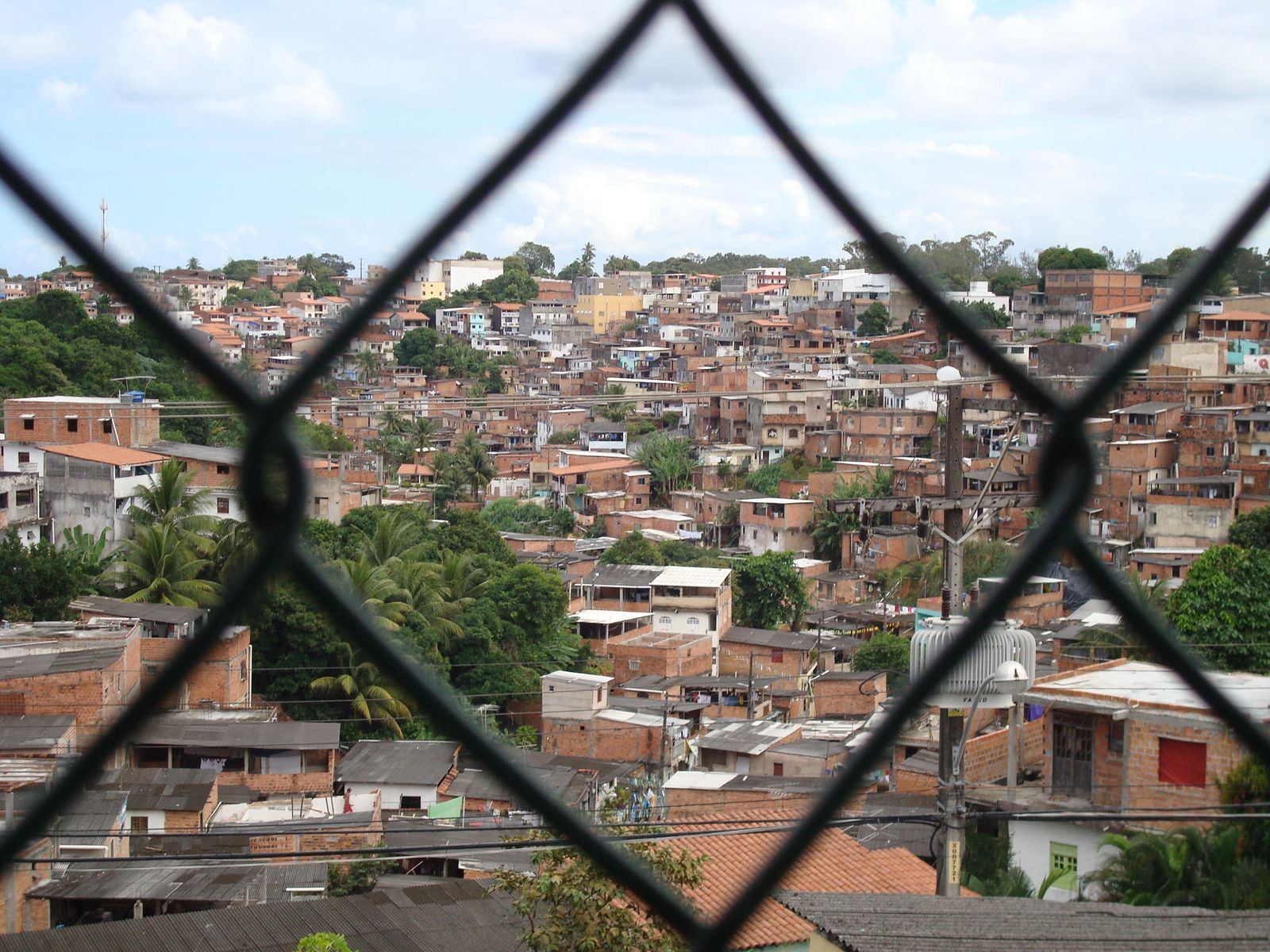
Tancredo Neves- Salvador

## Demografia

### População
O bairro de Tancredo neves, possui um total de 50 416 habitantes, sendo 46,79% homens e 53,41% mulheres segundo o último Censo. No percentual de número de moradores por Cor/Raça, 11,66% se autodenominam brancos, 33,97% pretos, 1,54% amarelos, 52,36% pardos e 0,20% indígena. Na questão econômica, 24,44% dos chefes de família estão situados na faixa de renda mensal de 1 a 2 salários mínimos. No que se refere a escolaridade, 33,07% dos chefes de família tem de 4 a 7 anos de estudos
Segundo o Censo do Instituto Brasileiro de Geografia e Estatística (IBGE) de 2010 é o sétimo bairro com a maior população de negros em Salvador, com 86,33% (43 523 habitantes).

### Segurança
Em 2007, foi divulgado pelo jornal A Tarde que o bairro estava na liderança do ranking da violência.
Foi listado como um dos bairros mais perigosos de Salvador, segundo dados do Instituto Brasileiro de Geografia e Estatística (IBGE) e da Secretaria de Segurança Pública (SSP) divulgados no mapa da violência de bairro em bairro pelo jornal Correio em 2012. Ficou entre os mais violentos em consequência da taxa de homicídios para cada cem mil habitantes por ano (com referência da ONU) ter alcançado o segundo nível mais negativo, com o indicativo de "61-90", sendo um dos piores bairros na lista.